# Колодищи (агрогородок)
Коло́дищи (бел. Кало́дзішчы) — агрогородок (до 2011 — посёлок) в Минском районе Минской области Беларуси. Административный центр Колодищанского сельсовета.
Численность населения — 20 579 человек (на 1 января 2025 года ).
В 2021 году Колодищи отметили 150-летие.

## География
Агрогородок Колодищи примыкает к городской черте Минска на востоке. Крупный по территории посёлок, состоящий из нескольких частей, изолированных друг от друга лесом, пустырями, гаражными кооперативами, складами, промзонами и т. п.

## История
Основание Колодищ относится ко второй половине XIX века. В то время здесь были густые изобиловавшие зверем и птицей леса. В 1867 году сюда были направлены лесниками жители деревни Берёзовка два брата Илья и Михаил Карповичи, они считаются основателями Колодищ.
В 1871 году закончено строительство железной дороги Москва — Брест и построена станция Колодищи. После появления железной дороги жизнь изменилась — был построен небольшой лесопильный завод и проведена узкоколейная дорога. В 1910 году завод принадлежал Кляжину. Многие жители Колодищ работали на нём.
1917 год: построен военный городок и разместилась воинская часть по обучению собак для пограничной службы. Была построена железнодорожная ветка Колодищи-Михановичи. В бывшем помещичьим доме Анисова открыли амбулаторию, потом была построена начальная школа (первая учительница Крицкая Елена Васильевна). Организованы кружки ликбеза. В 1933 году начальная школа преобразована в семилетнюю, а в 1936 году стала средней.
Учениками школы были лётчик Карпович Викентий Павлович, партизаны — Панасюк Владимир Лаврентьевич, Глазунов Владимир Кузьмич, Эрдман Сигизмунд и др. Карпович В. П. родился в 1914 г. в крестьянской семье. В годы ВОВ был командиром звена 16 и 20 Гвардейского истребительного авиационного полка. В первый год войны он сделал 256 самолётовылетов. За мужество и отвагу, проявленную в боях с немецкими захватчиками, Президиум Верховного Совета СССР Указом от 06.06.1942 присвоил Карповичу В. П. звание Героя Советского Союза.
Фашисты нанесли Колодищам большой материальный ущерб. Полностью был разгромлен Белорусский республиканский радиоцентр, сожжена школа, станция. В 1947 был восстановлен Белорусский республиканский радиоцентр, колхоз «Победа». Колодищи преобразованы в рабочий посёлок…
В конце 1950-х годов построены типовая средняя школа с гимнастическим залом, клуб и детский сад. В 1961 г. здесь разместилась Геофизическое управление по добыче и поискам нефти в Беларуси. В 1967 г. управление геофизики преобразовано в трест (в Колодищах проживало более 5 тыс. чел.).
В 1970 году в Колодищах построили Белорусский телевизионный центр. В эфир вышла третья программа Белорусского телевидения. Мощность передающих передатчиков 5/1,5 квт. Ровно через год началась трансляция 1 и 2 программ, мощностью передающих станций 25/7,5 квт.
В 1977 году в Колодищах проживало 10 тысяч человек, построен «Дом быта» и торговый центр.
В 2008 году, после более чем десятилетнего перерыва, начато строительство нескольких многоквартирных домов. По словам председателя сельсовета в дальнейшем планируется продолжать жилищное строительство и в других местах посёлка.
Решением Минского районного Совета депутатов от 17 февраля 2011 года № 103 посёлок Колодищи преобразован в агрогородок.
В 2019 году открыт подземный переход через железнодорожные пути и новое здание железнодорожной станции.
В 2021 году начато проектирование и строительство железнодорожного моста.

## Население
По состоянию на 2024 год — 8 588 хозяйств, 20 244 человек

### Динамика
- 1967 год — больше 5 000 человек[источник не указан 306 дней]
- 1977 год — около 10 000 человек[источник не указан 306 дней]
- 1999 год — 9 388 человек (перепись)
- 2009 год — 11 445 человек (перепись)
- 2012 год — 13 700 человек[источник не указан 306 дней]
- 2014 год — 5 704 хозяйств, 14 303 человек[7]
- 2015 год — 6 337 хозяйств, 15 416 человек
- 2016 год — 6 882 хозяйств, 17 371 человек[8]
- 2017 год — 6 946 хозяйств, 16 920 человек
- 2018 год — 7 009 хозяйств, 17 176 человек[9]
- 2019 год — 7 285 хозяйств, 17 556 человек[10] (перепись)
- 2020 год — 7 682 хозяйств, 18 580 человек
- 2021 год — 7 936 хозяйств, 19 107 человек[11]
- 2022 год — 8 242 хозяйств, 19 599 человек
- 2023 год — 8 395 хозяйств, 19 898 человек[12]
- 2024 год — 8 588 хозяйств, 20 244 человек[6]

## Постройки
На землях бывшего военного полигона 120-й мотострелковой дивизии находится коттеджный городок. Также имеются коттеджные застройки «Колодищи МТЗ», «Уютный угол» и др.

## Экономика
Наиболее крупные предприятия:
- Центральная геофизическая экспедиция
- Республиканский теле-радиовещательный центр
- Районный цех электросвязи
- База ядохимикатов и сельхозтехники «Агриматко-96»
- Мебельные предприятия (ООО «ГеосИдеал», ООО «Самелго-Трэйд» и др.)
- Цех покраски полимеров и др.

## Социальная сфера
Колодищи имеют достаточно развитую социальную инфраструктуру. Имеется два отделения банков, отделение связи, четыре детских садика, две средние школы, поликлиника. Некоторые медицинские специалисты принимают только в районной поликлинике в п. Боровляны (15 км от Колодищ), там же находится милиция, ЖКХ и др. учреждения, проезд до которых общественным транспортом осуществляется с пересадкой в Минске.
В здании с поликлиникой расположен небольшой частный медицинский центр, банк, кафе, инкубатор малого предпринимательства.

## Культура
- Дом культуры
- Историко-краеведческий музей «Спадчына»
- Минский районный музей комсомола, детских и молодёжных общественных объединений. Расположен в ГУО «Колодищанская средняя школа № 2».

## События и мероприятия
- В 2016 году Колодищи отметили 145-летие
- В 2021 году Колодищи отметили 150-летие[5].

## Достопримечательность
- Церковь Успения Пресвятой Богородицы
- Церковь Святителя Спиридона

### Памятник, скульптура
- Памятник В. И. Ленину
- Памятник «Три танкиста»[13]
- Мемориал-памятник, ул. Минская, 3[13]
- Памятник воинам-интернационалистам Минского района, пер. Школьный, 1[13] (2016).
- Мемориальная доска железнодорожникам-подпольщикам. 22 января 2024 года на железнодорожной станции Колодищи состоялся торжественный митинг, посвящённый открытию мемориальной доски в честь подвига подпольной патриотической группы «Железнодорожная»[14][15].

## Транспортная система

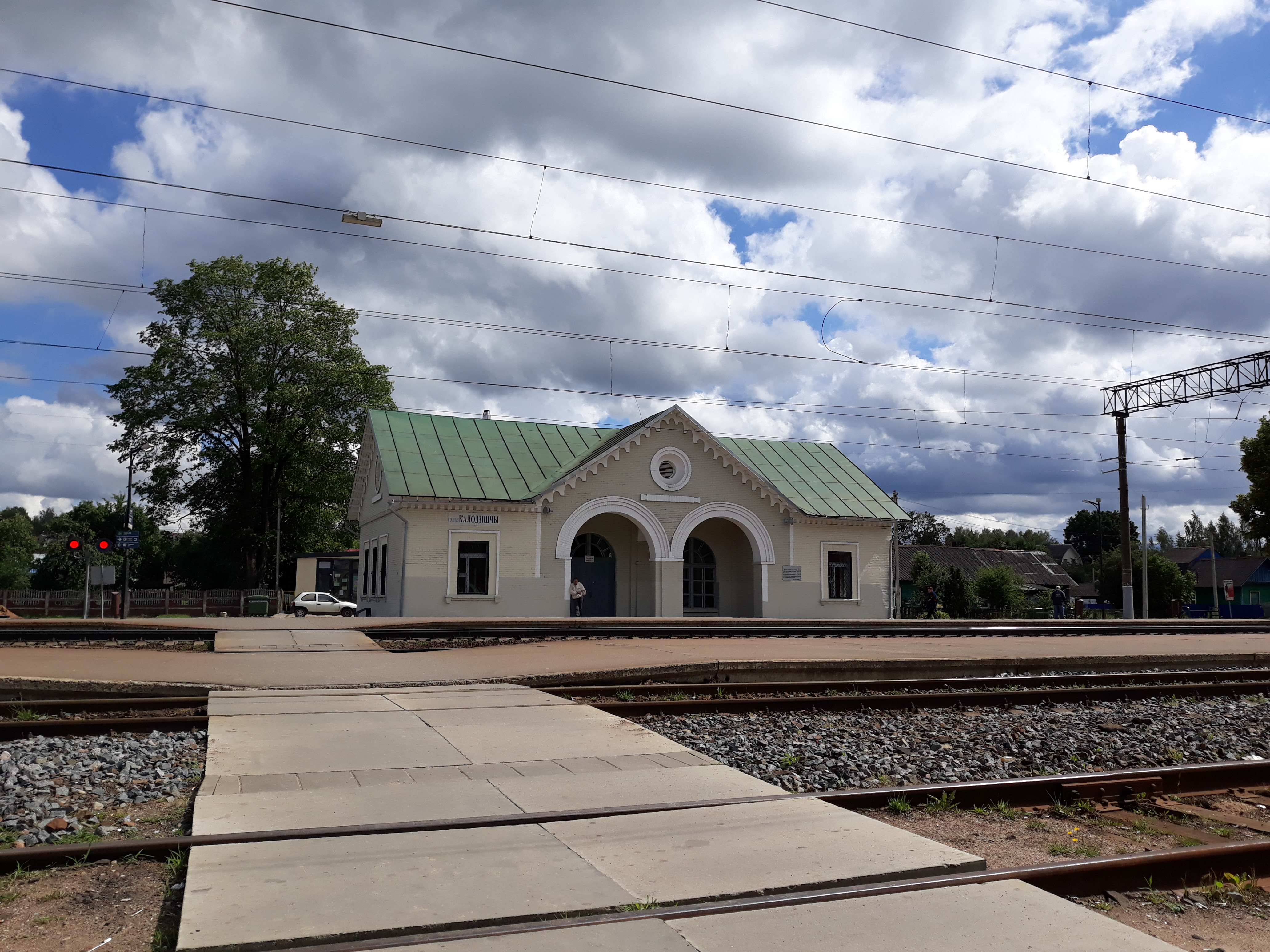
Железнодорожная станция Колодищи

Уличное освещение на центральных улицах фрагментарное и нерегулярное. Дорожное покрытие на большинстве улиц отсутствует, также отсутствуют тротуары и пешеходные дорожки.
Через посёлок проходит железная дорога в Оршанском направлении (Борисов, Орша, Москва). В пределах посёлка имеются две остановки электропоездов региональных и городских линий — Колодищи и Садовый.
Регулярно курсируют шесть автобусных маршрутов и одно маршрутное такси.
Автобусы 
1. 31 — ДС Уручье-2 — Колодищанское кладбище; (2-е ворота)
2. 167 — ДС Уручье-2 — Колодищи
3. 169 _ «ДС Уручье-2 — ж/д ст. Колодищи»
4. 194С _ «ДС Уручье-2 — Праменистая»
5. 195 _ «ДС Уручье-2 — МТЗ Колодищи»
6. 362 — Минск (ДС Славинского) — Липовая Колода;
7. 371 _ Минск (ДС Уручье-2) — Юхновка"

Маршрутные Такси
1. 1222 Колодищи (Зеленая гавань)" — «СТ.М. Восток
2. 1547 ж/д ст. Колодищи — ДС Корженевского»